# Canal 14 (Israel)
Canal 14 (en hebreo: ערוץ 14), también conocido como Achsav 14 (en hebreo: עכשיו 14) es un canal de televisión privado de Israel, perteneciente a Jewish Israeli Channel Ltd. Se trata de un canal generalista que emite informativos, debates y programas de actualidad. 

## Historia
En agosto de 1997, el gobierno israelí aprobó el informe del comité de Yossi Peled, creado para elaborar una propuesta para la expansión y reorganización del sistema público de radio y televisión. El informe recomendaba la adopción de una nueva política para crear un mercado libre de telecomunicaciones. El comité recomendó la concesión de licencias para la televisión por satélite, el establecimiento de un canal generalista adicional y la creación de cinco o seis canales, uno de ellos en árabe, otro para hablantes de ruso y amárico, otro dedicado a la herencia y patrimonio israelí, un canal de música israelí y un canal de noticias e información, todos ellos financiados mediante publicidad.
En 1998, el Ministerio de Comunicaciones israelí, a través del Consejo de Radiodifusión por Cable y Satélite, publicó la licitación para el establecimiento de cinco canales financiados con publicidad y dirigidos a segmentos específicos de la población. Sin embargo, la licitación para el canal dedicado a la herencia y patrimonio israelí se retrasó varios años.
En julio de 2005, se anunció la licitación del canal patrimonial. Hirsch Media Group, propiedad del empresario Shlomo Ben-Zvi, fue el único postor y ganó la licitación. Shlomo ya había fundado en 2003 el canal Arutz Hitkalet. Dado que el canal era de pago y no emitía publicidad, la medida fue posible según las normas del Ministerio de Comunicaciones. Poco antes de que comenzaran las emisiones, el empresario estadounidense Ron Lauder adquirió el 24% de las acciones del canal. Arutz Hitkalet cesó sus emisiones el 31 de marzo de 2006,  de conformidad con el acuerdo entre el canal y las compañías de cable y satélite, al recibir la licencia para el canal dedicado a la herencia y patrimonio israelí. Tras ganar la licitación, Tia Communications entró como socio con la mitad de la propiedad, pero estalló una disputa entre las dos empresas socias. Finalmente, el canal no se materializó por falta de viabilidad económica y la adjudicación de la empresa para gestionar el canal fue cancelada en diciembre de 2006.
En febrero de 2008, el Consejo de Radiodifusión por Cable y Satélite anunció que volvería a convocar una licitación para el canal patrimonial. Finalmente, la licitación se publicó en marzo de 2012. Según los términos de la licitación, el capital de los propietarios del canal debía ser de 24 millones de séquels, siendo la empresa ganadora la que proporcionaría una garantía de 3 millones de séquels para cumplir con los términos de la licencia. A su vez, el canal sería financiado a través de publicidad y patrocinios, así como con la venta de programas y partes de programas. La programación del canal tendría que abarcar temas relacionados con el patrimonio de Israel, el judaísmo, la historia, la cultura y la tradición del pueblo judío en la diáspora y en el Estado de Israel. El empresario Yitzhak Miralshvili fue el único postor en la licitación y la ganó. En agosto de 2013, recibió la licencia para operar el canal.
Antes de que se estableciera el canal, el espacio que luego utilizaría el canal patrimonial se emitía desde los estudios de Neve Ilan, usados para la versión israelí de Gran Hermano.
Finalmente, el canal inició emisiones como Canal 20 el 30 de junio de 2014.
Los términos de la licencia prohibían al canal emitir programas no relacionados con la herencia y patrimonio israelí, y el Consejo de Radiodifusión por Cable y Satélite rechazó la solicitud de Canal 20 para emitir partidos de baloncesto. En junio de 2015, el Consejo impuso una multa a Canal 20 por violar los términos de su licencia, ya que se emitió un mitin electoral, y en agosto de ese año, el Canal 20 recibió otra multa por emitir informativos.
En diciembre de 2016, el Consejo de Radiodifusión por Cable y Satélite autorizó a Canal 20 emitir noticias, hasta una hora durante el horario de máxima audiencia y hasta 30 minutos durante el resto del día.
El 4 de mayo de 2017, Canal 20 fue elegido para ser el operador del Canal Knéset durante una década. Sin embargo, el 7 de diciembre de 2017, el Consejo de Radiodifusión por Cable y Satélite rechazó la propuesta del canal debido a fallos técnicos detectados.
En julio de 2017, el canal era el tercer canal de televisión más visto en Israel, superando a Kan 11, Canal 24 y Canal 9, mientras que Canal 2 y Canal 10 eran los canales con más audiencia.
En julio de 2017, el Consejo de Radiodifusión por Cable y Satélite abrió un procedimiento de infracción contra el canal tras la emisión de una entrevista con el primer ministro Benjamin Netanyahu, cuando el canal aún no contaba con la autorización completa para emitir noticias. 
En agosto de 2017, el Consejo de Radiodifusión por Cable y Satélite impuso una multa de 100.000 séquels a Canal 20 por negarse a acoger a representantes del judaísmo reformista y conservador en sus programas. El canal apeló la decisión ante el Tribunal de Distrito de Jerusalén, pero su apelación fue rechazada.
El 19 de diciembre de 2017, el director ejecutivo de Canal 20, Shachi Franz, escribió al presidente del Consejo que el personal del canal se disponía a devolverle su licencia de emisión y cesar sus emisiones, alegando que el Consejo estaba obstaculizando los esfuerzos del canal y perjudicando su capacidad de emisión, y que "toda persona razonable comprende que existe una tendencia deliberada y sistemática". Al día siguiente, el canal se retiró del Comité de Clasificación de Israel, argumentando que estaba violando su objetivo de mantener una medición fiable y objetiva.
Los empleados del canal comenzaron a manifestarse exigiendo su cierre. El 26 de diciembre de 2017, la dirección del canal comenzó a repartir cartas de audiencia a los empleados antes de su despido.
En enero de 2018, el ministro de Comunicaciones de Israel, Ayoub Kara, lideró los debates legislativos en la Knéset con el objetivo de salvar el canal, lo que derivó en debates sobre la regulación general del mercado de radiodifusión en Israel. En febrero de 2018, se aprobó una enmienda a la Ley de la Segunda Autoridad para la Televisión y la Radio, también conocida como la Ley del Canal 20, que también se aplica a otros canales. La enmienda permite a los titulares de una licencia de un canal de televisión de cable y satélite recibir una licencia de "canal pequeño designado" de la Segunda Autoridad. El titular de esta licencia debe emitir al menos el 51 % de sus programas que cumplan con la designación especial establecida o, alternativamente, debe destinar al menos el 51 % de sus ingresos a dichas emisiones. Un canal pequeño tiene derecho a importantes beneficios regulatorios y concesiones en comparación con los titulares de licencias de canales de televisión comerciales. Entre otras cosas, se les exime de la obligación de invertir en producción local y de alta calidad, de una inversión mínima en contenido y de la obligación de emitir en árabe, así como de la posibilidad de emitir noticias sin necesidad de crear una empresa de noticias. En marzo de 2018, el canal recibió una licencia de canal pequeño designado y pasó de la supervisión del Consejo de Radiodifusión por Cable y Satélite a la supervisión de la Segunda Autoridad.
En marzo de 2018, se realizaron una serie de nombramientos en el Canal 20, incluido el nombramiento de Boaz Golan, fundador y editor de la página web de noticias Hadshot 0404, para el puesto de editor jefe de noticias, y el nombramiento de Yoni Sagi para el puesto de gestión de los departamentos comercial y digital. Durante ese período, se estableció la división de noticias del Canal 20. El 25 de marzo de 2018, el canal comenzó a emitir sus boletines informativos, Hadshot 20, a las 20:00 y presentado por Dana Somberg. Su primera emisión consiguió un 3,2% de audiencia, siendo el tercer boletín informativo más visto entre el resto de telediarios israelíes. Sin embargo, se escucharon críticas sobre el método de medición debido a la falta de medición digital.
Entre 2018 y 2019, el canal colaboró con la emisora de radio israelí Galei Yisrael, en la que el canal produjo boletines informativos cada hora, emitiendo durante la mañana y tarde desde los estudios de la estación de radio.
El 18 de enero de 2021, el canal ganó la licitación para emitir en el canal 14, después de que Canal 10, que hasta entonces emitía en el canal 14, se fusionara con Reshet 13, quedando el espacio sin uso. El canal no recibió una licencia diferente a la anterior.
En agosto de 2021, el canal alquiló estudios en Modi'in, trasladando sus emisiones.
El 28 de noviembre de 2021, Canal 20 se trasladó al canal 14, cambiando su nombre a Achsav 14, también conocido como Canal 14. Incluso después del cambio de nombre del canal a Canal 14, se decidió que el canal no volvería a la medición oficial por parte del Comité de Clasificación de Israel. 
Como preparación para el cambio de nombre del canal a Canal 14, los presentadores Boaz Golan y Yinon Magal iniciaron una protesta contra Yes, alegando que la plataforma se negaba a emitir el canal en HD. Yes lo negó y respondió que "la calidad de emisión se mantendría como antes, es decir, en SD por satélite y en HD en Yes+ y STINGTV". Además, afirmaron que los espectadores del canal suscritos a Yes tienen la opción de recibir un convertidor de internet con el que se puede ver el canal en HD. El 16 de diciembre de 2021, Yes comenzó a emitir Canal 14 en HD por satélite.

## Programación
- ישראל הבוקר
- עדן ועודד
- ישראל נלחמת
- יומן צהריים
- האולפן הפתוח
- ארבע
- המהדורה המוקדמת
- ריקלין ושות
- מהדורת החדשות המרכזית של עכשיו 14
- הפטריוטים
- פתחי את שי
- סטורי לילה
- כלכלי בלילה
- חדשות הלילה
- מחוץ לפרוטוקול